# روسوتسو، هوکایدو
روسوتسو، هوکایدو (به لاتین: Rusutsu, Hokkaido) یک منطقهٔ مسکونی در ژاپن است که در Shiribeshi Subprefecture واقع شده‌است. روسوتسو ۲٬۰۴۵ نفر جمعیت دارد.